# Weiden (Landkreis Birkenfeld)
Weiden ist eine Ortsgemeinde im Landkreis Birkenfeld, Rheinland-Pfalz. Sie gehört der Verbandsgemeinde Herrstein-Rhaunen an.

## Geographie
Weiden liegt am Rand des Naturparks Saar-Hunsrück zwischen Mörschied und Hottenbach an der Deutschen Edelsteinstraße. Die Hälfte der Gemarkungsfläche ist bewaldet. Zu Weiden gehört auch die Weidener Mühle.
Die Gemeinde hat die niedrigste Einwohnerzahl aller Ortsgemeinden in der Verbandsgemeinde Herrstein. Im Landkreis Birkenfeld haben lediglich Schwerbach sowie Weitersbach weniger Einwohner.

## Geschichte
Weiden gehörte bis zum Ende des 18. Jahrhunderts zur Herrschaft Wartenstein, die als kurtrierisches Lehen zuletzt im Besitz der Freiherren von Warsberg war.
Bevölkerungsentwicklung
Die Entwicklung der Einwohnerzahl von Weiden, die Werte von 1871 bis 1987 beruhen auf Volkszählungen:
| Jahr | Einwohner |
| ---- | --------- |
| 1815 | 121       |
| 1835 | 171       |
| 1871 | 148       |
| 1905 | 156       |
| 1939 | 150       |
| 1950 | 159       |
| 1961 | 156       |

| Jahr | Einwohner |
| ---- | --------- |
| 1970 | 131       |
| 1987 | 122       |
| 1997 | 88        |
| 2005 | 85        |
| 2011 | 103       |
| 2017 | 82        |
| 2023 | 72        |

## Politik

### Gemeinderat
Der Gemeinderat in Weiden besteht aus sechs Ratsmitgliedern, die bei der Kommunalwahl am 9. Juni 2024 in einer Mehrheitswahl gewählt wurden, und dem ehrenamtlichen Ortsbürgermeister als Vorsitzendem.

### Bürgermeister
Manfred Dalheimer wurde 1984 Ortsbürgermeister von Weiden. Da bei der Direktwahl am 26. Mai 2019 kein Bewerber angetreten war, oblag die Neuwahl des Bürgermeisters gemäß Gemeindeordnung dem Rat. Dieser bestätigte Dalheimer am 24. Juni 2019 in seinem Amt, womit er seine achte Wahlperiode antrat. Auch bei der Direktwahl am 9. Juni 2024 wurde kein Wahlvorschlag eingereicht. Der bisherige Ortsbürgermeister Manfred Dalheimer wurde bei der konstituierenden Sitzung am 16. Juli 2024 für weitere fünf Jahre in seinem Amt bestätigt.

## Sehenswürdigkeiten
In der Weidener Mühle wurde Schinderhannes am 10. Juli 1798 verhaftet. Die (neue) Getreidemühle im Wiesental stammt aus dem Jahr 1832.

## Wirtschaft und Infrastruktur
Im Südosten verläuft die Bundesstraße 41. In  Idar-Oberstein/Weierbach ist der Bahnhof Fischbach-Weierbach an der Bahnstrecke Bingen–Saarbrücken.

## Persönlichkeiten
- Armin Peter Faust (* 10. Mai 1943 Weiden), Autor und Lehrer

## Siehe auch

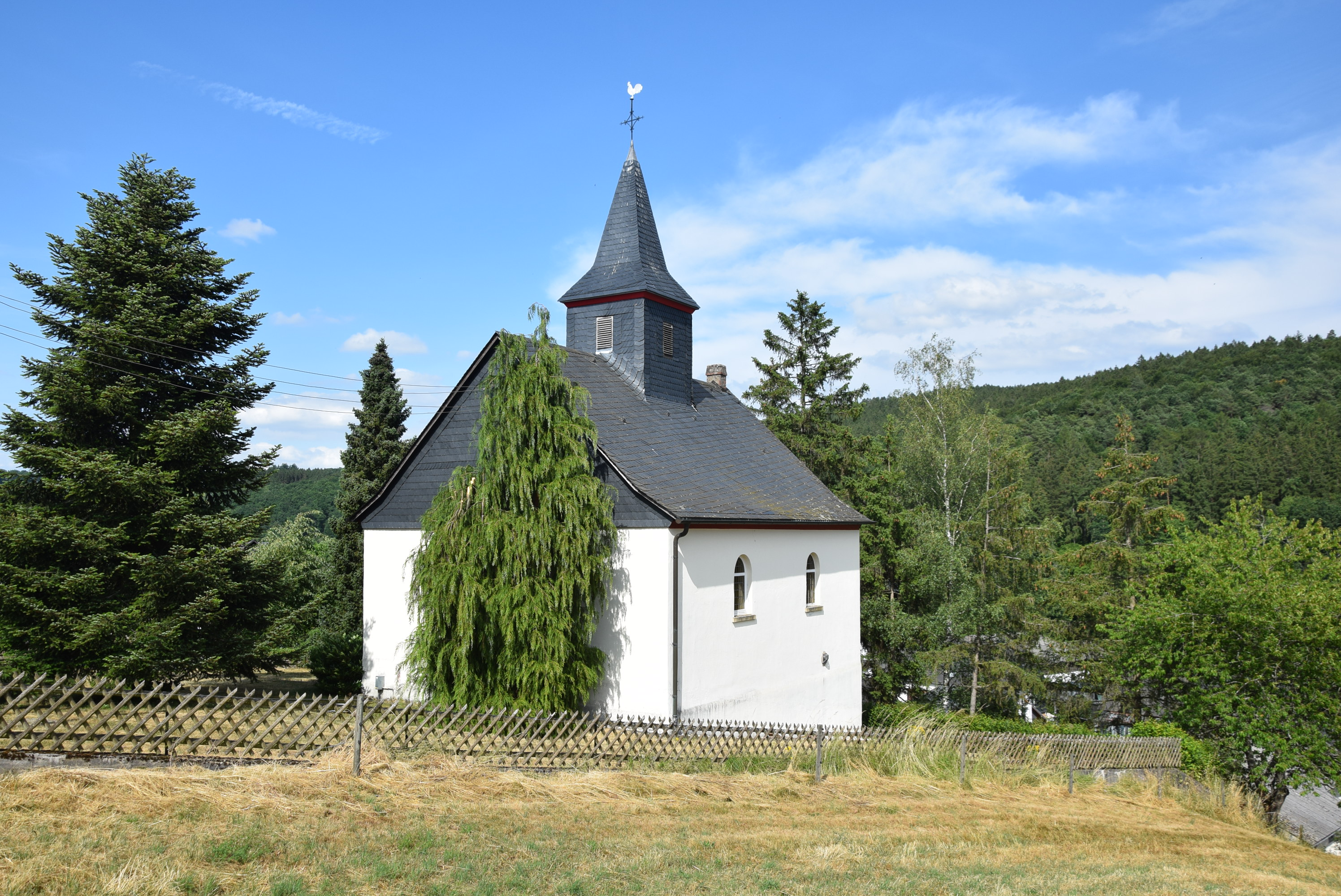
Ev. Kirche in Weiden